# Campeonato Europeo de Baloncesto Femenino División C 2008
El X Campeonato Europeo de Baloncesto Femenino División C de 2008 se llevó a cabo en Luxemburgo del 7 al 12 de julio de 2008.
La selección de Malta obtuvo su primer título al derrotar a Albania por 81-61.

## Equipos participantes
| Andorra Albania | Azerbaiyán Escocia | Gales Gibraltar | Luxemburgo Malta |

## Árbitros
Ervin Koci

 Milan Adamovic

 Shane Bassett

 Edward Mc Kinley

 Claude Roettgers

 Marc Mouton

 Michel Glod

 Pascale Weiwers

 Gordon Barbara

## Ronda Preliminar

### Grupo A
|   | Equipo     | Pts | G | P | PF  | PC  | Dif  |
| - | ---------- | --- | - | - | --- | --- | ---- |
| 1 | Luxemburgo | 6   | 3 | 0 | 252 | 79  | 173  |
| 2 | Andorra    | 5   | 2 | 1 | 148 | 138 | 10   |
| 3 | Azerbaiyán | 4   | 1 | 2 | 130 | 210 | -80  |
| 4 | Gibraltar  | 3   | 0 | 3 | 114 | 217 | -103 |

| 7 de julio, 14:45                 | Azerbaiyán                        | 35-67                             | Andorra                                                                              |  |
| Reporte                           |                                   |                                   |                                                                                      |  |
| Parciales: 6-21, 13-17, 7-9, 9-20 | Parciales: 6-21, 13-17, 7-9, 9-20 | Parciales: 6-21, 13-17, 7-9, 9-20 | Luxemburgo Árbitro(s): Edward Mc Kinley, Milan Adamovic Asistencia: 100 espectadores |  |

| 7 de julio, 20:00                  | Luxemburgo                         | 93-27                              | Gibraltar                                       |  |
| Reporte                            |                                    |                                    |                                                 |  |
| Parciales: 21-3, 11-3, 38-6, 23-15 | Parciales: 21-3, 11-3, 38-6, 23-15 | Parciales: 21-3, 11-3, 38-6, 23-15 | Luxemburgo Árbitro(s): Gordon BarbaraErvin Koci |  |

| 8 de julio, 15:30 | Gibraltar                                                                      | 42-71 | Azerbaiyán |  |
| Reporte           | Luxemburgo Árbitro(s): Michel Glod, Gordon Barbara Asistencia: 50 espectadores |       |            |  |

| 8 de julio, 20:00                  | Andorra                            | 28-58                              | Luxemburgo                                                                       |  |
| Reporte                            |                                    |                                    |                                                                                  |  |
| Parciales: 13-10, 4-20, 8-11, 3-17 | Parciales: 13-10, 4-20, 8-11, 3-17 | Parciales: 13-10, 4-20, 8-11, 3-17 | Luxemburgo Árbitro(s): Ervin Koci, Edward Mc Kinley Asistencia: 150 espectadores |  |

| 9 de julio, 15:30                   | Andorra                             | 53-45                               | Gibraltar                                                                  |  |
| Reporte                             |                                     |                                     |                                                                            |  |
| Parciales: 7-17, 11-11, 16-6, 19-11 | Parciales: 7-17, 11-11, 16-6, 19-11 | Parciales: 7-17, 11-11, 16-6, 19-11 | Luxemburgo Árbitro(s): Michel Glod, Ervin Koci Asistencia: 50 espectadores |  |

| 9 de julio, 20:00                 | Luxemburgo                        | 101-24                            | Azerbaiyán                                              |  |
| Reporte                           |                                   |                                   |                                                         |  |
| Parciales: 27-3, 21-8, 28-9, 25-4 | Parciales: 27-3, 21-8, 28-9, 25-4 | Parciales: 27-3, 21-8, 28-9, 25-4 | Luxemburgo Árbitro(s): Edward Mc Kinley, Gordon Barbara |  |

### Grupo B
|   | Equipo  | Pts | G | P | PF  | PC  | Dif |
| - | ------- | --- | - | - | --- | --- | --- |
| 1 | Malta   | 6   | 3 | 0 | 215 | 146 | 69  |
| 2 | Albania | 5   | 2 | 1 | 204 | 196 | 8   |
| 3 | Escocia | 4   | 1 | 2 | 179 | 191 | -12 |
| 4 | Gales   | 3   | 0 | 3 | 136 | 201 | -65 |

| 7 de julio, 12:00                   | Escocia                             | 62-46                               | Gales                                                                                 |  |
| Reporte                             |                                     |                                     |                                                                                       |  |
| Parciales: 15-7, 15-12, 15-6, 17-21 | Parciales: 15-7, 15-12, 15-6, 17-21 | Parciales: 15-7, 15-12, 15-6, 17-21 | Luxemburgo Árbitro(s): Pascale Weiwers, Claude Roettgers Asistencia: 150 espectadores |  |

| 7 de julio, 17:00                    | Albania                              | 55-80                                | Malta                                                                          |  |
| Reporte                              |                                      |                                      |                                                                                |  |
| Parciales: 9-24, 10-21, 19-22, 17-13 | Parciales: 9-24, 10-21, 19-22, 17-13 | Parciales: 9-24, 10-21, 19-22, 17-13 | Luxemburgo Árbitro(s): Shane Bassett, Marc Mouton Asistencia: 100 espectadores |  |

| 8 de julio, 13:15                    | Gales                                | 49-79                                | Albania                                                                           |  |
| Reporte                              |                                      |                                      |                                                                                   |  |
| Parciales: 6-14, 15-21, 14-17, 14-27 | Parciales: 6-14, 15-21, 14-17, 14-27 | Parciales: 6-14, 15-21, 14-17, 14-27 | Luxemburgo Árbitro(s): Shane Bassett, Pascale Weiwers Asistencia: 50 espectadores |  |

| 8 de julio, 17:45                   | Malta                               | 75-50                               | Escocia                                                                        |  |
| Reporte                             |                                     |                                     |                                                                                |  |
| Parciales: 25-13, 17-8, 15-6, 18-23 | Parciales: 25-13, 17-8, 15-6, 18-23 | Parciales: 25-13, 17-8, 15-6, 18-23 | Luxemburgo Árbitro(s): Marc Mouton, Milan Adamovic Asistencia: 50 espectadores |  |

| 9 de julio, 13:15                     | Escocia                               | 67-70                                 | Albania                                                                            |  |
| Reporte                               |                                       |                                       |                                                                                    |  |
| Parciales: 15-22, 12-20, 16-10, 24-18 | Parciales: 15-22, 12-20, 16-10, 24-18 | Parciales: 15-22, 12-20, 16-10, 24-18 | Luxemburgo Árbitro(s): Milan Adamovic, Pascale Weiwers Asistencia: 50 espectadores |  |

| 9 de julio, 17:45                   | Malta                               | 60-41                               | Gales                                                                              |  |
| Reporte                             |                                     |                                     |                                                                                    |  |
| Parciales: 16-5, 15-11, 16-16, 13-9 | Parciales: 16-5, 15-11, 16-16, 13-9 | Parciales: 16-5, 15-11, 16-16, 13-9 | Luxemburgo Árbitro(s): Shane Bassett, Claude Roettgers Asistencia: 50 espectadores |  |

## Ronda de Calificación
| 11 de julio, 13:15                 | Azerbaiyán                         | 31-49                              | Gales                                  |  |
| Reporte                            |                                    |                                    |                                        |  |
| Parciales: 14-13, 5-10, 12-17, 0-9 | Parciales: 14-13, 5-10, 12-17, 0-9 | Parciales: 14-13, 5-10, 12-17, 0-9 | Luxemburgo Asistencia: 50 espectadores |  |

| 11 de julio, 15:30                   | Escocia                              | 108-40                               | Gibraltar                              |  |
| Reporte                              |                                      |                                      |                                        |  |
| Parciales: 29-10, 29-14, 23-4, 27-12 | Parciales: 29-10, 29-14, 23-4, 27-12 | Parciales: 29-10, 29-14, 23-4, 27-12 | Luxemburgo Asistencia: 50 espectadores |  |

### 7° Lugar
| 12 de julio, 12:45                  | Azerbaiyán                          | 54-39                               | Gibraltar                                                                   |  |
| Reporte                             |                                     |                                     |                                                                             |  |
| Parciales: 12-5, 18-15, 13-6, 11-13 | Parciales: 12-5, 18-15, 13-6, 11-13 | Parciales: 12-5, 18-15, 13-6, 11-13 | Luxemburgo Árbitro(s): Michel Glod, Marc Mouton Asistencia: 50 espectadores |  |

### 5° Lugar
| 12 de julio, 15:00                 | Gales                              | 51-64                              | Escocia                                                                             |  |
| Reporte                            |                                    |                                    |                                                                                     |  |
| Parciales: 17-17, 8-8, 9-20, 17-19 | Parciales: 17-17, 8-8, 9-20, 17-19 | Parciales: 17-17, 8-8, 9-20, 17-19 | Luxemburgo Árbitro(s): Claude Roettgers, Gordon Barbara Asistencia: 50 espectadores |  |

## Ronda Final
| 11 de julio, 17:45                 | Malta                              | 58-37                              | Andorra                                |  |
| Reporte                            |                                    |                                    |                                        |  |
| Parciales: 16-10, 16-11, 7-9, 19-7 | Parciales: 16-10, 16-11, 7-9, 19-7 | Parciales: 16-10, 16-11, 7-9, 19-7 | Luxemburgo Asistencia: 50 espectadores |  |

| 11 de julio, 20:00                    | Luxemburgo                            | 61-73                                 | Albania                                 |  |
| Reporte                               |                                       |                                       |                                         |  |
| Parciales: 16-20, 14-13, 15-13, 16-27 | Parciales: 16-20, 14-13, 15-13, 16-27 | Parciales: 16-20, 14-13, 15-13, 16-27 | Luxemburgo Asistencia: 150 espectadores |  |

### 3° Lugar
| 12 de julio, 17:15                  | Luxemburgo                          | 55-45                               | Andorra                                                                      |  |
| Reporte                             |                                     |                                     |                                                                              |  |
| Parciales: 16-16, 16-8, 4-10, 19-11 | Parciales: 16-16, 16-8, 4-10, 19-11 | Parciales: 16-16, 16-8, 4-10, 19-11 | Luxemburgo Árbitro(s): Ervin Koci, Shane Bassett Asistencia: 50 espectadores |  |

### Final
| 12 de julio, 19:30                    | Albania                               | 61-81                                 | Malta                                                                                 |  |
|                                       |                                       |                                       |                                                                                       |  |
| Parciales: 15-33, 15-11, 18-18, 13-19 | Parciales: 15-33, 15-11, 18-18, 13-19 | Parciales: 15-33, 15-11, 18-18, 13-19 | Luxemburgo Árbitro(s): Edward Mc Kinley, Pascale Weiwers Asistencia: 150 espectadores |  |

## Clasificación Final
|                   | Equipo     | Pts | G | P | PF  | PC  | Dif  |
| ----------------- | ---------- | --- | - | - | --- | --- | ---- |
| Medalla de oro    | Malta      | 10  | 5 | 0 | 354 | 244 | 110  |
| Medalla de plata  | Albania    | 8   | 3 | 2 | 338 | 338 | -    |
| Medalla de bronce | Luxemburgo | 9   | 4 | 1 | 368 | 197 | 171  |
| 4                 | Andorra    | 7   | 2 | 3 | 230 | 251 | -21  |
|                   |            |     |   |   |     |     |      |
| 5                 | Escocia    | 8   | 3 | 2 | 351 | 282 | 69   |
| 6                 | Gales      | 6   | 1 | 4 | 236 | 296 | -60  |
| 7                 | Azerbaiyán | 7   | 2 | 3 | 215 | 298 | -83  |
| 8                 | Gibraltar  | 5   | 0 | 5 | 193 | 379 | -186 |